# Pavel Novotný (futebolista)
Pavel Novotný  (14 de setembro de 1973) é um ex-futebolista profissional tcheco que atuava como meia.

## Carreira
Pavel Novotný representou a Seleção Checa de Futebol, na Eurocopa de 1996. 